# Jatki (Łysanki)

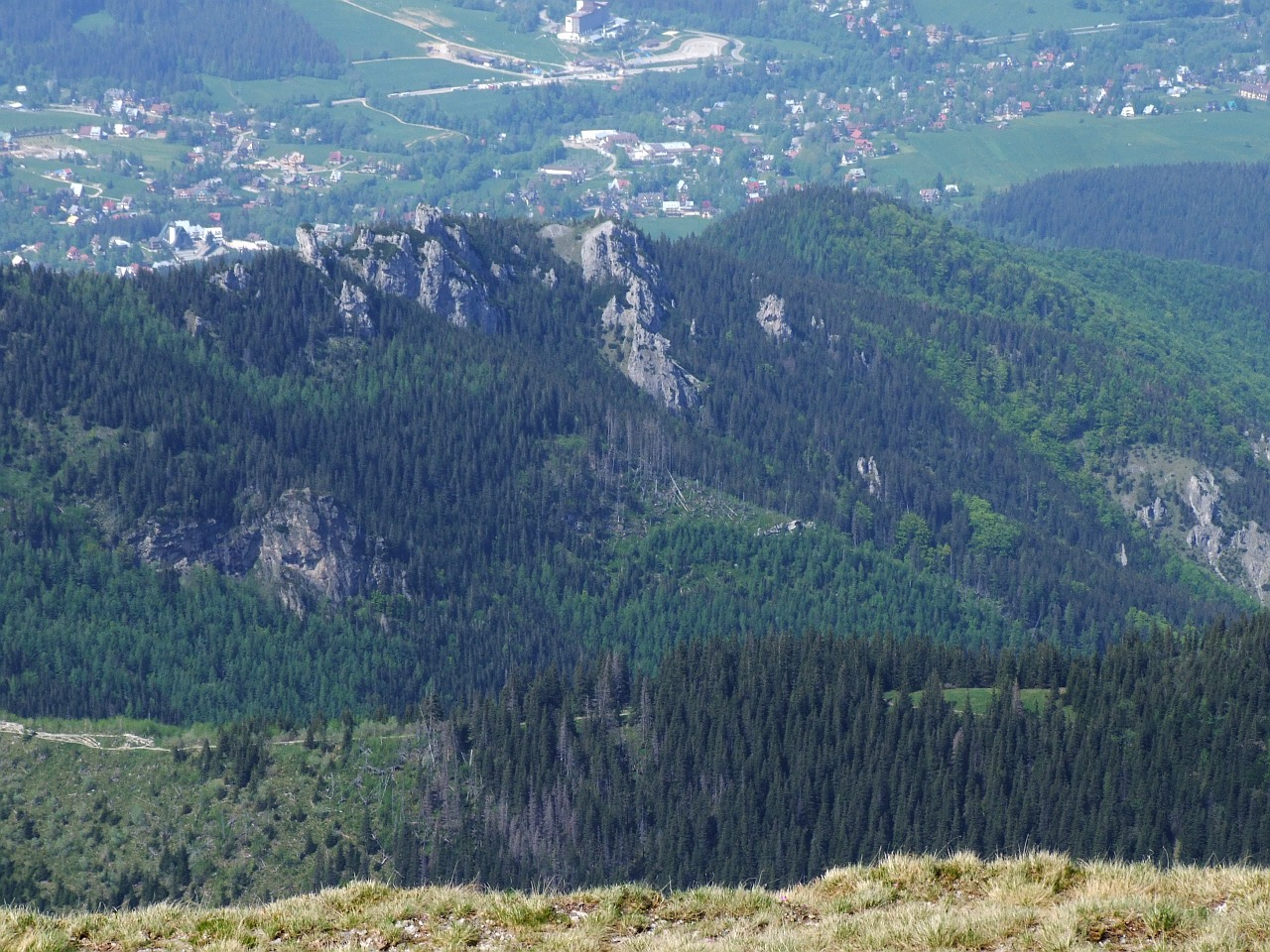
Jatki i Dolina Grzybowiecka

Jatki – grupa turni w północno-wschodnim grzbiecie Łysanek, pomiędzy szczytem Łysanek (1445 m) a Samkowym Zwornikiem (1317 m). Najwyższa z nich ma wysokość ok. 1380 m n.p.m. Wznoszą się w grani Łysanek ponad Doliną Grzybowiecką (górna odnoga Doliny Strążyskiej) i Doliną za Bramką. Znajduje się w nich kilka niewielkich jaskiń, m.in. Komora w Jatkach, Nisza w Jatkach, Tunel w Jatkach, Kominek w Jatkach, Jaskinia w Jatkach i Dziurawa Nisza w Jatkach.
Poniżej Jatek, na stoku opadającym do Doliny Strążyskiej znajduje się jeszcze turnia Kiernia.
Dawniej Jatki były używane przez taterników do treningu wspinaczkowego, wspinał się na nich np. w 1908 r. Mieczysław Karłowicz. Pierwsze znane wejście na najwyższą turnię Jatek: Władysław Cywiński 31 marca 1981. Dawniej istniał znakowany szlak turystyczny z dna Doliny Strążyskiej na szczyt Łysanek. Zaczynał się powyżej Skały Jelinka i prowadził przez siodełko za Jatkami. Obecnie po szlaku tym nie ma już śladu. Został zamknięty, a masyw Łysanek włączono w obszar ochrony ścisłej Regle Zakopiańskie TPN-u, jest on niedostępny dla turystów i taterników.